# Chlorohydryny
Chlorohydryny – organiczne związki chemiczne zawierające w cząsteczce atom chloru i grupę hydroksylową przy różnych atomach węgla.
Najprostszą chlorohydryną jest chlorohydryna etylenu HOCH2CH2Cl. Związek ten jest otrzymywany przez działanie chlorowodoru na odpowiednie glikole lub przez działanie kwasu podchlorawego na węglowodory nienasycone.
Chlorohydryny reagują z amoniakiem tworząc aminoalkohole, a pod działaniem silnych alkaliów przechodzą w etery cykliczne (związki epoksydowe), np. tlenek etylenu.